# 金鎮祐
金鎮祐（韓語：김진우，1983年7月17日—），韓國男演員、歌手。

## 演出作品

### 電視劇
- 2010年：MBC《Road No. 1》飾演 金秀赫
- 2010年：KBS 2TV《嫁給我吧》飾演 律师
- 2010年：SBS《微笑，媽媽》飾演 裴延佑
- 2011年：MBC《絕不認輸》飾演 蘇柱賢
- 2012年：SBS《我記得你》（共2集）
- 2012年：tvN《一年十二個男人》飾演 元彬
- 2012年：tvN《仁顯王后的男人》飾演 韓東民
- 2012年：SBS《電視劇帝王》飾演 金鎮祐（第3集客串）
- 2012年：SBS《家族的誕生》飾演 李秀浩
- 2013年：JTBC《再也無法忍受》飾演 趙盛佑
- 2014年：KBS 2TV《黃金交叉》飾演 世鈴的情夫（客串）
- 2014年：TV朝鮮《妻子醜聞－起風了》飾演 金鎮祐
- 2014年：SBS《對我而言可愛的她》飾演 徐在永
- 2014年：KBS 2TV《Drama Special－穿著舊運動鞋的新娘》飾演 張希舜
- 2015年：SBS《歸來的黃金福》飾演 徐仁宇
- 2015年：SBS《Remember－兒子的戰爭》飾演 姜石權
- 2015年：SBS《你的窺視》飾演 閔亨宇
- 2016年：MBC《Monster》飾演 朴在秀
- 2016年：KBS 1TV《怪異家族》飾演 具允載
- 2017年：SBS《再次重逢的世界》飾演 車泰勳
- 2017年：JTBC《只是相愛的關係》飾演 李仁勇
- 2018年：JTBC《加油吧威基基》飾演 松儿爸爸
- 2019年：KBS 2TV《左撇子妻子》飾演 李秀浩／朴道京／朴秀浩
- 2019年：MBN《優雅的家》飾演 毛宛俊
- 2022年：tvN《Kill Heel》飾演 道日
- 2022年：SBS《Again My Life》飾演 崔康鎮
- 2023年：KBS 2TV《優雅的帝國》飾演 張基胤（第1-32集）
- 2023年：ENA《等待了很久》飾演 犯罪側寫師（特別出演）
- 待播中：大陸《熟女翻身日记》飾演 李文碩

### 網路劇
- 2016年：《Mask》飾演 尹佑盧

### 電影
- 2009年：《悲傷》
- 2014年：《一次都沒做過的女人》
- 2017年：《蒼蠅》

### MV
- 2010年：Rumble Fish《男人都那樣》（與李彩英）
- 2011年：Zion《Superman》（與柳真）
- 2014年：Heart B《Missing You》（feat. Zia）（與崔熙、李道鎮）

## 綜藝節目
- 2016年：MBC《神秘音樂秀：蒙面歌王》
- 2021年：KBS2《超人回來了》E.416 (特別出演)

## 獲獎
- 2008年：Golden Ticket 音樂劇新星賞
- 2019年：KBS演技大賞 日日劇部門 男子優秀演技獎

## 外部連結
- NAVER （页面存档备份，存于）
- 金鎮祐的Facebook專頁
- 金鎮祐的X（前Twitter）
- 金鎮祐的Instagram帳戶
- 金鎮祐me2day （页面存档备份，存于）